# Luke Perry
Luke Perry (rojen kot Coy Luther Perry III), ameriški igralec, * 11. oktober 1966, Mansfield, Ohio, Združene države Amerike, † 4. marec 2019, Burbank, Kalifornija.
V zgodnjih devetdesetih je veljal za najstniškega idola.

## Biografija
Njegova najbolj prepoznavna je vloga Dylana McKaya v televizijski seriji Beverly Hills, 90210. Igral je med letoma 1990 in 1995 ter med letoma 1998 in 2000. V seriji Beverly Hills je igral Dylana McKayja, sina milijonarja. S to serijo je tudi zaslovel, pred tem pa je delal v raznih avtopralnici ali hotelih. Serija Beverly Hills 90210 mu je prinesla slavo in denar. V seriji je igral 5 let nato pa se je odločil za odmor, po treh letih leta 1998 pa se vrne. Med tem ko ni igral v Beverly Hillsu je posnel miniserijo Invasion (1997) in film Peti element (1997). Luke Perry se leta 1998 vrne v Beverly Hills 90210 in ostane tam do zaključka serije. Igral je tudi v seriji Jeremiah, ki je bila posneta po istoimenskem stripu. Leta 1992 je posnel tudi film Buffy, izganjalka vampirjev, ki pa ni bil najbolj uspešen. Perry je 2006 posnel tudi dramsko serijo Windfall, ki govori o skupini prijateljev, ki zmagajo na loteriji. Leta 2007 je napovedal velik vdor na filmska platna s serijo John from Cincinnati, katere premiera je bila 10. junija 2007. Z njo je požel velik uspeh. Od leta 2016 naprej pa je igral tudi v seriji Riverdale, in sicer vlogo prijaznega očeta.
Luke Perry se je leta 1993 poročil z manekenko Rachel Sharp in bil z njo poročen 10 let. Leta 2003 sta se ločila. V zakonu sta se jima rodila dva otroka, Jacka in Sophie.
Perry je 27. februarja 2019 na svojem domu v Los Angelesu doživel hudo možgansko kap. Po drugi kapi se je njegova družina odločila, da ga odklopijo z aparatov za ohranjanje življenja; umrl je 4. marca 2019 v starosti 52 let.